# Zapovjedništvo za specijalne operacije (SAD)
Zapovjedništvo za specijalne operacije Sjedinjenih Država (eng. United States Special Operations Command, USSOCOM ili SOCOM) je združeno borbeno zapovjedništvo Oružanih snaga Sjedinjenih Američkih Država koje nadgleda komponente snaga za specijalne operacije Zračnih snaga, Vojske, Korpusa marinaca i Mornarice Sjedinjenih Država.
Sastavna zapovjedništva Zapovjedništva za specijalne operacije su Zapovjedništvo za specijalne operacije Zračnih snaga, Zapovjedništvo za specijalne operacije Vojske, Zapovjedništvo za specijalne operacije snaga Korpusa marinaca, Mornaričko specijalno ratno zapovjedništvo i Zapovjedništvo za združene specijalne operacije. 
Zapovjedništvo za specijalne operacije je osnovano 16. travnja 1987. nakon istraga i preporuka nakon neuspješnog pokušaja oslobađanja američkih taoca iz američkog veleposlanstva u Tehranu 1980. Zapovjedništvo za specijalne operacije je jedno od četiri funkcionalna borbena zapovjedništva Oružanih snaga SAD-a uz Kibernetičko zapovjedništvo, Strateško zapovjedništvo i Transportno zapovjedništvo. Uz funkcionalna postoji i šest geografskih borbenih zapovjedništava koje svakom zapovjedništvu daju odgovornost nad dijelom svijeta. Zapovjednik SOCOM-a je časnik u činu generala ili admirala.

## Povijest
Operacija Orlova kandža 1980. koja je dovela do neuspjeha spašavanja američkih taoca iz američkog veleposlanstva u Teheranu naglasila je potrebu unutar Ministarstva obrane za reformom i reorganizacijom strukture zapovjedništva raznih snaga za specijalne operacije. Od incidenta, načelnik Glavnog stožera Vojske Sjedinjenih Država, general Edward C. Meyer, pozvao je na daljnje restrukturiranje sposobnosti specijalnih operacija. Iako neuspješan na razini Oružanih snaga, Meyer je ipak nastavio konsolidirati američke snage za specijalne operacije pod novim 1. zapovjedništvom za specijalne operacije 1982.
Do 1983. u Kongresu je rasla svijest o potrebi za vojnim reformama. U lipnju je Senatski odbor za Oružane snage (SASC) predvođen senatorom Barryjem Goldwaterom započeo dvogodišnje istraživanje Ministarstva obrane, koje je uključivalo ispitivanje postrojbi za specijalne operacije. Ministarstvo obrane je 1. siječnja 1984. osnovalo Zajedničku agenciju za specijalne operacije; međutim, ta agencija nije imala ni operativnu ni zapovjednu vlast nad snagama za specijalne operacije. Zajednička agencija za specijalne operacije nije učinila mnogo na poboljšanju spremnosti i sposobnosti specijalnih postrojbi. 
Zastupnički dom i Senat Kongresa su donijeli zakone o reformi snaga za specijalne operacije, a potom su predstavnici Senata i Zastupničkog doma sklopili kompromis. Zakon je pozvao na uspostavu ujedinjenog borbenog zapovjedništva na čelu s generalom od četiri zvjezdice za sve postrojbe za specijalne operacije i pomoćnikom ministra za obranu za specijalne operacije i sukobima niskog intenziteta, Koordinacijskim odborom za sukobe niskog intenziteta unutar Vijeća za nacionalnu sigurnost, te novi Program glavnih snaga (MFP-11) za snage za specijalne operacije (takozvana "čekovna knjižica snaga za specijalne operacije"). Američki Kongres je odlučio prisiliti Ministarstvo obrane i predsjedničku administraciju na potrbene reforme.
Predsjednik Ronald Reagan odobrio je uspostavu novog Zapovjedništva 13. travnja 1987. Ministarstvo obrane je aktiviralo Zapovjedništvo za specijalne operacije (USSOCOM) 16. travnja 1987. i imenovalo generala Jamesa Lindsaya za prvog zapovjednika Zapovjedništva za specijalne operacije. Senat ga je prihvatio bez rasprave.
Prva taktička operacija novoosnovanog Zapovjedništvo za specijalne operacije bila je operacija Iskrena volja (Earnest Will) u rujnu 1987. koja je trebala osigurati nesmetani i sigurni prolazak tankera za naftu i drugih trgovačkih brodova neutralnih država kroz Perzijski zaljev za vrijeme Iransko-iračkog rata. U operaciji je sudjelovala 160. avijacijska pukovnija za specijalne operacije, Navy SEALs i Specijalni plovilni timovi.
Iranski napadi na tankere su potaknuli Kuwait da od Sjedinjenih Država u prosincu 1986. zatraži registraciju 11 kuwaitskih tankera kao američkih brodova kako bi ih pratila Mornarica Sjedinjenih Država. Predsjednik Reagan pristao je na zahtjev Kuwaita 10. ožujka 1987., nadajući se da će to spriječiti iranske napade. Međutim, zaštita koju su pružili američki brodovi nije zaustavila Iran, koji je koristio mine i male čamce kako bi uznemiravao convoye koji su se kretali prema Kuwaitu. 
Krajem srpnja 1987., vice admiral Harold J. Bernsen, zapovjednik američkih snaga na Srednjem Istoku, zatražio je pomoć mornaričkih specijalnih ratnih snaga. Specijalni plovilni timovi su u kolovozu bili raspoređeni sa šest ophodnih brodova Mark III i dva voda Navy SEALova. Srednjoistočne snage su odlučile pretvoriti dvije brodske teglenice, Hercules i Wimbrown VII, u mobilne morske baze. Mobilne morske baze omogućile su postrojbama za specijalne operacije u sjevernom Perzijskom zaljevu da spriječe tajno iransko postavljanje morskih mina i napade na male brodove.
Američka fregata USS Samuel B. Roberts udarila je 14. travnja 1988. u podvodnu minu 100 km istočno od obale Bahraina, što je prouzrokovalo veliko oštećenje na trupu broda. Desetorica mornara su bila ozlijeđena. Tijekom operacije Moleća bogomoljka Sjedinjene Države su žestoko uzvratile, napadajući iranske fregate Sahand i naftne platforme u naftnim poljima Sirri i Sassan. Nakon što su američki ratni brodovi bombardirali platformu Sirri i zapalili je, transportni helikopter UH-60 s vodom Navy SEALova poletio je prema platformi, ali se nije mogao dovoljno približiti zbog razbuktale vatre. Sekundarne eksplozije ubrzo su uništile platformu. Nakon toga su iranski napadi na neutralne brodove drastično opali. 
Iran je 18. srpnja prihvatio obustavu vatre Ujedinjenih naroda, a 20. kolovoza 1988. okončan je Iransko-irački rat. Snage za specijalne operacije pružile su sposobnost potrebne kako bi CENTCOM (Central Command) dobilo kontrolu nad sjevernim Perzijskim zaljevom i spriječio iranske male brodove i brodare. Mogućnost rada noću pokazala se ključnom jer su iranske snage koristile tamu kako bi prikrile svoje postupke. Osim toga, zbog operativnih zahtjeva za vrijeme operacije Iskrena volja, Zapovjedništvo za specijalne operacije je razvilo nove sustave naoružanja, obalne ophodne brodove i čamce za specijalne operacije Mark V.

## Ustroj
- Zapovjedništvo za združene specijalne operacije (Joint Special Operations Command; JSOC)
  - 1. operativni odred specijalnih snaga–Delta (1st Special Forces Operational Detachment–Delta)
  - Pukovnijska izvidnička satnija 75. Ranger pukovnije (Regimental Reconnaissance Company; RRC)
  - Združena izvidnička evaluacijska grupa (Joint Reconnaissance Evaluation Group; JREG)
  - Mornarička specijalna ratna razvojna grupa (Naval Special Warfare Development Group; DEVGRU)
  - 24. eskadron za specijalne taktike (24th Special Tactics Squadron)
  - Združena komunikacijska jedinica (Joint Communications Unit; JCU)

- Zapovjedništvo za specijalne operacije Vojske Sjedinjenih Država (United States Army Special Operations Command; USASOC)
  - Specijalne snage
  - 1. operativni odred specijalnih snaga–Delta (1st Special Forces Operational Detachment–Delta)
  - 75. Ranger pukovnija (75th Ranger Regiment)
  - Avijacijsko zapovjedništvo za specijalne operacije Vojske (Army Special Operations Aviation Command)
  - 4. grupa za psihološke operacije (4th Psychological Operations Group)
  - 8. grupa za psihološke operacije (8th Psychological Operations Group)
  - 95. brigada za odnose s civilima (95th Civil Affairs Brigade)
  - 528. potporna brigada (528th Sustainment Brigade)

- Zapovjedništvo za specijalne operacije snaga Korpusa marinaca (Marine Corps Forces Special Operations Command; MARSOC)
  - Marine Raider pukovnija
  - Marine Raider potporna grupa (Marine Raider Support Group)

- Mornaričko specijalno ratno zapovjedništvo (Naval Special Warfare Command; NSWC)
  - Navy SEALs
  - Specijalna ratna posada borbenih plovila (Special Warfare Combatant-craft Crewmen; SWCC)

- Zapovjedništvo za specijalne operacije Zračnih snaga (Air Force Special Operations Command; AFSOC)
  - 1. krilo za specijalne operacije (1st Special Operations Wing)
  - 24. krilo za specijalne operacije (24th Special Operations Wing)
  - 27. krilo za specijalne operacije  (27th Special Operations Wing)
  - 193. krilo za specijalne operacije (193d Special Operations Wing)
  - 919. krilo za specijalne operacije (919th Special Operations Wing)
  - 352. krilo za specijalne operacije (352d Special Operations Wing)
  - 353. grupa za specijalne operacije (353d Special Operations Group)

## Zapovjednici
| Zapovjednik                   | Razdoblje     | Grana        |
| ----------------------------- | ------------- | ------------ |
| General James J. Lindsay      | 1987–90.      | Vojska       |
| General Carl W. Stiner        | 1990–93.      | Vojska       |
| General Wayne A. Downing      | 1993–96.      | Vojska       |
| General Henry H. Shelton      | 1996–97.      | Vojska       |
| Admiral Raymond C. Smith, Jr. | 1997.         | Mornarica    |
| General Peter J. Schoomaker   | 1997. – 2000. | Vojska       |
| General Charles R. Holland    | 2000–03.      | Zračna snaga |
| General Bryan D. Brown        | 2003–07.      | Vojska       |
| Admiral Eric T. Olson         | 2007–11.      | Mornarica    |
| Admiral William H. McRaven    | 2011–14.      | Mornarica    |
| General Joseph L. Votel       | 2014–16.      | Vojska       |
| General Raymond A. Thomas     | 2016–19.      | Vojska       |
| General Richard D. Clarke     | 2019–22.      | Vojska       |
| General Bryan P. Fenton       | od 2022.      | Vojska       |

## Vanjske poveznice
- YouTube: United States Special Operations Forces (dokumentarni film)
- YouTube: USSOCOM against Global Terrorism (dokumentarni film)
- YouTube: Secrets of US Navy SEALs (dokumentarni film)